# Градска лига Смедерево група Шумадија
Градска лига Смедерево група Шумадија је једна од укупно 52 Међуопштинске лиге у фудбалу. Међуопштинске лиге су шести ниво лигашких фудбалских такмичења у Србији. У лиги се такмиче клубови са простора Града Смедерева и којом управља Градски фудбалски савез Смедерева (ГФС Смедерево). Лига је формирана 2009. године и броји 10 клубова. Виши степен такмичења је Подунавска окружна лига.

## Победници свих првенстава
| Сезона   | Бр. клуб. | Првак                  | Бодови | Вицепрвак              | Бодови |
| 2009/10. | 8         | Подунавац, Удовице     | 31     | 7. Јул, Водањ          | 30     |
| 2010/11. | 8         | 7. Јул, Водањ          | 38     | Шумадинац, Биновац     | 29     |
| 2011/12. | 8         | Подунавац, Удовице     | 37     | Бадљевица, Бадљевица   | 31     |
| 2012/13. | 7         | 7. Јул, Водањ          | 31     | Друговац, Друговац     | 25     |
| 2013/14. | 8         | 7. Јул, Водањ          | 33     | Бадљевица, Бадљевица   | 25     |
| 2014/15. | 8         | Црвена звезда, Суводол | 37     | Друговац, Друговац     | 34     |
| 2015/16. | 9         | Подунавац, Удовице     | 44     | Црвена звезда, Суводол | –      |